# Nita Costa
Nita Costa (Leonila Barbosa de Souza Costa) (Feira de Santana, 7 de novembre de 1907 - Novo Hamburgo, 7 de març de 1963) va ser una política i filantropa brasilera.
Filla de Deoclécio Barbosa de Sousa i de María Machado Barbosa de Sousa, Leonila Barbosa de Souza Costa va néixer a la ciutat de Feira de Santana (a uns 110 km de Badia), però va viure a la ciutat de Salvador de Bahia, on es va casar el 1925 ―als 17 anys d'edat― amb l'empresari Leonardo Costa, amb qui va tenir dues filles. Es va dedicar a desenvolupar una important labor assistencial en l'àrea de la salut, juntament amb el metge Alfredo Ferreira de Magalhães, que havia creat al 1903 l'Institut per a la Protecció i Assistència als Nens de Bahia per ajudar les dones i els nens necessitats. El 1943, després de la mort del seu marit, Nita Costa el va succeir en la direcció de l'institut. Posteriorment, aplegant donacions de comerciants i industrials locals, va emprendre la construcció de l'Hospital de Nens Alfredo Magalhães, al districte de Rio Vermelho, a Bahia.
A petició del Govern de l'Estat de Bahia, va cedir una ala de l'hospital al govern, per a la construcció d'una maternitat, que va rebre el seu nom. Aquest hospital va funcionar molts anys ―a vegades anomenat Maternitat Anita Costa.
Nita Costa va fundar a Bahia el PTB (Partit Trabalhista Brasileiro: Partit Laborista Brasiler), pel qual va ser elegida diputada federal el 1954, convertint-se d'aquesta manera en la primera diputada federal dona de l'estat de Bahia.
Com a diputada (1955-1959) va actuar en defensa dels drets civils de les dones. El seu mandat va estar marcat per la presentació del Projecte de Llei núm. 3915 (de 1958), que regulava els drets civils de les dones casades, proposant canvis en els articles 233, 329, 330, 380 i 393 del decret llei núm. 4657, de setembre de 1942, que definia l'home com a cap de família (Diario do Congrés del 12 de maig de 1956). El projecte de Nita Costa, en proposar que es canviés l'estructura de poder dins la família, posava en primer pla les demandes més avançades del feminisme de llavors, que serien ateses en la Constitució de 1988. En els quatre anys de mandat, Nita Costa va presentar altres projectes relacionats amb l'aplicació de recursos en les àrees d'assistència social, salut i cultura. El 1958 es va presentar per ser reelegida novament com a diputada del PTB però no va tenir èxit.
Va morir el 7 de març de 1963, als 55 anys, a la ciutat de Novo Hamburg, uns 40 km al nord de Porto Alegre.